# Moyenvic
Moyenvic település Franciaországban, Moselle megyében. Lakosainak száma 329 fő (2022. január 1.). Moyenvic Juvrecourt, Hampont, Haraucourt-sur-Seille, Marsal, Morville-lès-Vic, Vic-sur-Seille és Xanrey községekkel határos.

## Népesség
A település népességének változása:
| Lakosok száma | 318  | 288  | 324  | 360  | 378  | 379  | 364  | 345  | 341  | 329  |
|               | 1968 | 1982 | 1990 | 2006 | 2013 | 2015 | 2017 | 2019 | 2020 | 2022 |